# Монегрос

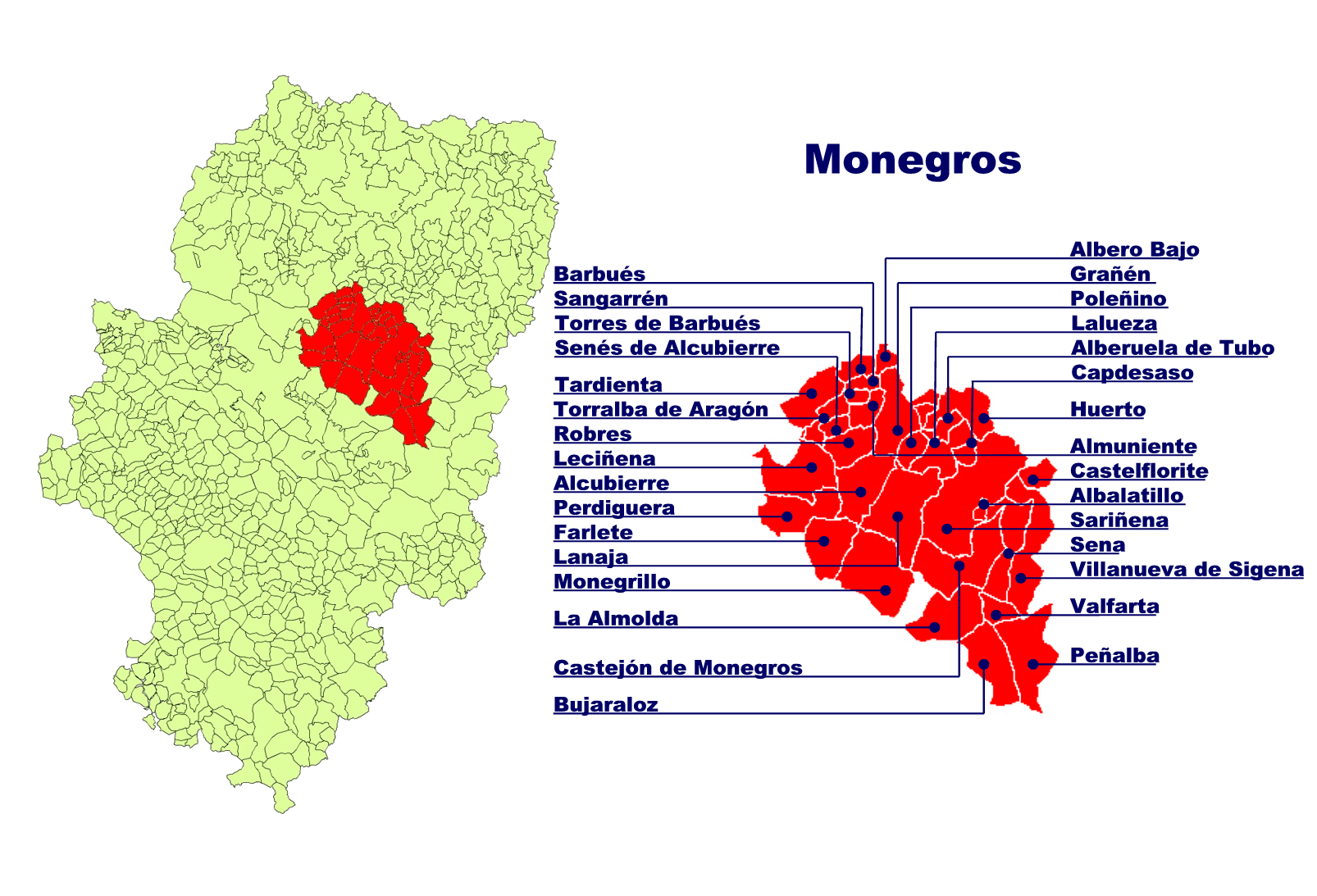

Монегрос (исп. Monegros)  — район (комарка) в Испании, входит в провинцию Уэска в составе автономного сообщества Арагон.

## Муниципалитеты
1. Альбалатильо
2. Альберо-Бахо
3. Альберуэла-де-Тубо
4. Алькубьерре
5. Ла-Альмольда
6. Альмуньенте
7. Барбуэс
8. Бухаралос
9. Капдесасо
10. Кастехон-де-Монегрос
11. Кастельфлорите
12. Фарлете
13. Граньен
14. Уэрто
15. Лалуэса
16. Ланаха
17. Лапердигера
18. Лесиньена
19. Монегрильо
20. Пеньяльба
21. Пердигера
22. Поленьино
23. Робрес
24. Сангаррен
25. Сариньена
26. Сена (Уэска)
27. Сенес-де-Алькубьерре
28. Тардьента
29. Торральба-де-Арагон
30. Торрес-де-Барбуэс
31. Вальфарта
32. Вильянуэва-де-Сихена